# Wilhelm Grosse (Physiker)
Justus Wilhelm Grosse (* 24. August 1857 in Verden (Aller); † 31. Juli 1935 in Bremen) war ein deutscher Lehrer, Meteorologe und Physiker.

## Leben
Wilhelm Grosse war der Sohn eines Regierungssekretärs. Er studierte von 1877 bis 1881 Mathematik und Physik an der Georg-August-Universität Göttingen und der Eberhard Karls Universität Tübingen und wurde dann Gymnasiallehrer für Mathematik und Physik in Clausthal, Vegesack und Bremen. Im Jahr 1886 wurde er in Kiel mit einer Arbeit über Polarisationsprismen promoviert.
Im Jahr 1903 erhielt er den Professorentitel. Ab 1909 leitete er die Landeswetterwarte in Bremen.
Wilhelm Grosse ist der Erfinder des Polarisationsphotometers.
Am 26. März 1890 wurde Wilhelm Grosse unter der Matrikel-Nr. 2879 als Mitglied in die  Kaiserliche Leopoldino-Carolinische Deutsche Akademie der Naturforscher aufgenommen.

## Schriften
- Über Polarisationsprismen. Inaugural-Dissertation zur Erlangung der philosophischen Doctorwürde an der Universität zu Kiel, 1886
- Die gebräuchlichen Polarisationsprismen mit besonderer Berücksichtigung ihrer Anwendung in Photometern. 1887
- Unterhaltende Probleme und Spiele in Mathematischer Beleuchtung. Quandt & Händel, Leipzig 1897
- Der Äther und die Fernkräfte. Mit besonderer Berücksichtigung der Wellentelegraphie. Quandt & Händel, Leipzig 1898 (Digitalisat)
- Ionen und Elektronen. Eine kurze Darstellung der Entwickelung und Begründung neuerer Anschauungen, insbesondere der Ionentheorie. Quandt & Händel, Leipzig 1905
- Wetterkunde. Stilke, Berlin 1928